# Rodolfo de Habsburgo-Lorena (1950)
Rodolfo de Habsburgo-Lorena (Beloeil, 17 de noviembre de 1950) es un príncipe de la aristocia belga. Es nieto de los últimos emperadores de Austria, Carlos y Zita. Ostenta las nacionalidades austríaca y belga, y en 1978 fue incorporado a la nobleza belga por el rey Balduino con el título de Príncipe y el tratamiento de Alteza serenísima.